# Combat 84
Combat 84 ist eine Band aus der britischen Oi!-Szene und stammt aus dem Londoner Stadtteil Chelsea.

## Geschichte
Die Gruppe war eine Idee von John Deptford und Chris "Chubby" Henderson, welcher schon in der Punkszene bekannt war. Die Entscheidung zur Gründung einer Band fiel im Chelsea Drugstore in der Kings Road. Es sollte Musik sowohl für Skinheads als auch Punks gemacht werden. Der Bandname bezog sich auf den Roman 1984 von George Orwell.
Die erste Besetzung von Combat 84 bestand aus Chris "Chubby" Henderson (Gesang), Jim (Gitarre), John Deptford (Bass) und Jacko (Schlagzeug). Jacko wurde bald darauf durch Brownie ersetzt, weil Jacko selbst für eine Band der Punkszene zu schlecht spielte.
Der größte Teil der Songs wurde von Chris und John geschrieben. Ihr erster Auftritt war als Vorband von The Last Resort im "Walmer Castle", Peckham. Zu der Zeit bestand ihre Setlist lediglich aus drei Titeln und sie mussten die Verstärker des Headliners mitnutzen. Roi Pearce, der Sänger von The Last Resort zeigte Interesse an der Band und sie nahmen ihr erstes Demo mit zwei Songs auf; Combat 84 und Soldier.
Durch die Demokassette und dem zusätzlichen Interesse von Gary Hitchcock, der Manager der The 4-Skins, wurde die Band von Secret Records kontaktiert, welches Heimat von Bands wie der The 4-Skins, The Business, The Exploited, Infa-Riot und Chron Gen war. Doch der Plattendeal mit Secret kam nie zustande. Der Grund hierfür war der einflussreiche Journalist Garry Bushell, der das Label über die angeblich extrem rechten Ansichten von Henderson informierte. Deshalb unterschrieb Combat 84 einen Plattenvertrag bei dem Label Victory Records, bei welchem die erste EP der Band, Orders of The Day, veröffentlicht wurde. Die Aufnahmen fanden in einem Studio in Hoxton statt. Die Auflage war auf 10.000 Stück limitiert. Die EP bekam eine gute Kritik von Beki Bondage (Vice Squad) im Melody Maker. Victory Records selbst gehörte Dave Long. Dave war der Manager von Splodge und von einer Gruppe mit dem Namen The Case.
1982 wurde die Band von der BBC angesprochen, mit der Absicht einen Dokumentarfilm über die Skinheadszene zu machen, der in der Reihe 40 Minutes erscheinen sollte. Am 25. Januar 1982 filmte die BBC ein Konzert der Gruppe, welches im Benny Club in Harlow, Essex stattfand. Der Gig endete in einer Schlägerei einer Gruppe aus South London gegen eine Gruppe aus Harlow. Die Aufnahmen wurden im Herbst desselben Jahres ausgestrahlt. Neben der Schlägerei wurden auch diverse rechtskonservative Ansichten von Henderson, die sich durch die eher moderaten Ansichten von John Armitage nicht relativierten. Spätestens ab diesem Zeitpunkt galten Combat 84 als Enfant terrible der britischen Oi!.Szene. Inzwischen erreichte die EP zahlreiche positive Kritiken bei der alternativ gerichteten Musikpresse, auch wenn in den Medien die politischen Sympathien von Chris bei der Berichterstattung mehr in den Vordergrund traten als die Musik der Band selbst.
Combat 84 entschloss sich später, den Schlagzeuger Brownie durch John Fisher zu ersetzen. Brownie war daraufhin für ein kurzes Intermezzo bei der zu jener Zeit ebenfalls umstrittenen und später nationalsozialistisch gerichteten Gruppe Brutal Attack zu sehen. Bald darauf nahm die Band mit ihrem neuen Schlagzeuger weiteres Material im Alaska-Aufnahmestudio in Waterloo auf. Dieses wurde als zweite EP, ebenfalls auf Victory Records, unter dem Namen Rapist veröffentlicht. Aufgrund der Zeilen des Songs Right to Choose „When you're on knees with a gun to your head, it's better to be dead than a fucking red!!“ – „Wenn du mit einer Waffe an deinem Kopf kniest, ist es besser tot zu sein als ein verdammter Roter“ wurde die Band, kurz bevor die neue EP veröffentlicht werden sollte, von White Noise, dem Label der British National Front für einen Plattenvertrag angeworben. Allerdings sind einige Texte der EP auch Pro-Thatcher. Dies war für die unabhängige Politik der National Front unannehmbar, war allerdings auch für die Punkszene ein Problem.
Im Herbst wurde von der BBC die Dokumentation mit dem Konzert vom 25. Januar 1982 ausgestrahlt, Die BBC berichtete in diesem Zusammenhang von einem angeblichen Neonazi in der Band. Der Ruf der Gruppe war daraufhin gänzlich zerstört. Auch die Tatsache, dass sie sich weigerten, auf antirassistischen Konzerten zu spielen, wie zum Beispiel bei Rock Against Racism, verschlechterte ihre Position.
Nachfolgend nahm Combat 84 acht neue Titel auf. Ihr Label Victory Records hatte Angst vor Problemen mit der Presse. Auch weitere englische Labels weigerten sich, das Album pressen zu lassen. Die Rechte zur Veröffentlichung des Albums landeten schließlich beim deutschen Punk-Label Rock-O-Rama und wurden 1984 unter dem Titel Send in The Marines herausgebracht. Acht Titel (die erwähnten neuen Songs) wurden im Studio aufgenommen, fünf weitere stammen von älteren Liveaufnahmen. Rock-O-Rama galt zu jener Zeit noch als Punklabel, wandelte sich aber kurz darauf durch die Verpflichtung der Böhsen Onkelz und Skrewdriver zum Rechtsrock-Label Nummer eins in Europa. Dieses Engagement sorgte für weitere Probleme.
Wegen der Dokumentation und ihrem Bild in der Öffentlichkeit war es für die Gruppe unmöglich Auftrittsmöglichkeiten zu bekommen. Deshalb trat die Gruppe, nachdem sie eine Tour als Vorband der The 4-Skins in Nord England machten, unter einem anderen Namen (The 7th Cavalry) für mehrere Konzerte auf. Gespielt wurde zum Beispiel in Tooting Castle, in Kingston und im 100 Club. Der neue Bandname bezieht sich vermutlich auf eine Kavallerieeinheit die George Armstrong Custer u. a. bei dem Indianerkrieg gegen Sitting Bull am Little Big Horn unterlag. Einige Liveaufnahmen unter dem Ersatznamen wurden später auf der Splitscheibe mit The Last Resort unter dem Titel The Charge of 7th Cavalry veröffentlicht.

### Reunion
2000 wurde die Band neu gegründet mit John Deptford (Gesang, Bass), Jim (Gitarre) und CJ (Schlagzeug). In dieser Besetzung nahmen sie die Mini-CD Tooled Up auf. CJ verließ in der Folge die Gruppe und wurde durch Suds ersetzt. Es wurde eine Split-CD und einer Tour mit der Washington Oi!-Band Iron Cross geplant. Doch Combat 84 verschwand erneut von der Bildfläche der Oi!-Musiklandschaft.

### Nach Combat 84
Aufgrund der Erfolglosigkeit der Band, welche in der schlechten Presse, der Krawalle und der politischen Äußerungen einiger Bandmitglieder begründet war, wurde sie aufgelöst. John Fisher spielte bald darauf kurz bei The Warriors, eine Gruppe mit ehemaligen The Last Resort Mitgliedern. Nach dieser Band war er in einer Heavy-Metal-Band namens April 19th. Armitage war kurzzeitig Mitglied von The Exploited, welche ebenfalls teilweise umstritten war. John Deptford und Jim wurden Roadies der UK Subs. Danach spielten sie beide in einer unbekannten Streetpunkband. Henderson war daraufhin aktiv bei den Chelsea Headhunters, einer Hooligangruppe deren Mitbegründer er unter anderem war. Über diese Zeit schrieb er zusammen mit Colin Ward ein Buch mit dem Titel Who Wants it?. Später eröffnete er mit Steve "Hicky" Hickmont, einem weiteren Mitglied der Chelsea Headhunters, eine Bar namens The Dog's Bollocks in Pattaya, Thailand. Steve Hickmont ist Autor des Buches Armed for the Match. Henderson verstarb am 31. Oktober 2013 an einem Herzinfarkt.

## Kontroverse
Combat 84 gehörte trotz ihres eigenwilligen und kontroversen Stils zusammen mit den 4-Skins und den politisch ähnlich gelagerten The Last Resort zu den drei großen Skinhead-Bands der 1980er. Ihr gesamtes Image und ihre Musik war auf Provokation ausgelegt. Die beiden widerstreitenden politischen Hälften waren dabei der aus der Hooligan-Szene stammende Chris Henderson, der durch rechte bis rechtsextreme Äußerungen auffiel, und der politisch eher liberale John Armitage.
Der Anspruch, unpolitische Musik zu machen, wurde dabei nie eingelöst. Vielmehr waren auch die Lyrics der Band provokativ gegenüber Rechts und Links  Während die National Front von Texten wie Rapist, in dem die Todesstrafe für Vergewaltiger gefordert wird, und der Textzeile it's better to be dead than a fucking red! bei Right to Choose angetan war. Die Texte der EP und des Albums waren aber auch konservativ und Pro-Thatcher, was weder bei den Rechten noch bei den Linken gut ankam.

## Diskografie
Alben
- 1984: Send in the Marines (Rock-O-Rama)
- 1987: Death or Glory (Split-Album mit The Last Resort, Link Records)
- 2019: Live And Loud!! - At The 100 Club London Dec. 30th 1982 (Livealbum. Ink Records)

Kompilationem
- 1989: Charge of the 7th Calvary (Link Records)
- 2012: Complete Collection (Rebellion Records)

EPs und Singles
- 1982: Orders of the Day (Victory Music)
- 1983: Rapist (Victory Music)
- 2000: Tooled Up (7th Cavalry Records)

Sonstiges
- 1981: Soldier (Demo)
- 1982: Combat 84 Live & Ovaltinees: British Justice e.p. & demo tracks (Demo)